# Канопус-В-ИК
Канопус-В-ИК — искусственный спутник Земли серии Канопус-В, созданный АО «Корпорация „ВНИИЭМ“». Спутник предназначен для мониторинга техногенных и природных чрезвычайных ситуаций, выявления очагов лесных пожаров, обнаружения очагов крупных выбросов загрязняющих веществ в природную среду, для анализа сельскохозяйственной деятельности и наблюдения за состоянием природных ресурсов и картографирования. Спутник оборудован камерой, которая имеет разрешение два метра в видимом диапазоне, а также оснащён широкозахватной инфракрасной аппаратурой с полосой захвата 2000 км, способной обнаружить очаги пожара размером пять на пять метров.

## Запуск
Первоначально запуск планировался на 2015 год. Затем он был перенесён на декабрь 2016 года, в дальнейшем запуск был перенесён на 28 января 2017 года с космодрома Байконур, ракетой-носителем Союз 2.1а, одновременно с аппаратом «Звезда», четырьмя аппаратами южнокорейской компании SatByul Co. LTD, двумя спутниками Corvus-BC, AISSat-3, Lemur+, Tyvark, микроспутником «Маяк», МКА-Н (разработки компании Dauria Aerospace) и аппаратом Flock 2k. Однако, и эти сроки были перенесены на 14 июля 2017 года. Вместе с Канопус-В-ИК планируется вывести ещё 72 малых космических аппарата, на три различные орбиты, с последующим сведением с орбиты разгонного блока. 14 июля 2017 года спутник был успешно выведен на околоземную орбиту.